# Finally // Beautiful Stranger
Finally // Beautiful Stranger è un singolo promozionale della cantante statunitense Halsey, decima traccia del suo terzo album in studio Manic.
Il brano, scritto a quattro mani dalla cantante con Greg Kurstin e prodotto da quest'ultimo, è accompagnato da un video musicale uscito contemporaneamente ad esso. Lo stesso giorno la cantante ha pubblicato Suga's Interlude, terzo singolo promozionale dell'album.

## Accoglienza
Nina Corcoran di Consequence of Sound ha definito il ritornello il punto forte della canzone, mentre Madeline Roth di MTV News l'ha paragonata a Yoü and I di Lady Gaga. Lexi Lane di Artwood Magazine ne ha elogiato soprattutto il testo, al punto di definirla la sua canzone più forte sotto questo punto di vista.

## Video musicale
Il video musicale è stato pubblicato in concomitanza con la sua uscita. È stato diretto da Patrick Tracy e mostra Halsey esibirsi con la canzone in due diversi locali.

## Tracce
1. Finally // Beautiful Stranger – 3:41